# Prix Mainichi de la culture
Le prix Mainichi de la culture (毎日出版文化賞, Mainichi shuppan bunka shō) est décerné tous les ans depuis 1947 par l'éditeur Mainichi shinbun pour récompenser des réalisations culturelles dans quatre catégories différentes. Les noms des lauréats du prix sont annoncés en novembre.

## Catégories
Le prix est décerné dans les 4 catégories suivantes :
- art et littérature ;
- culture et société ;
- sciences ;
- édition (édition générale, dictionnaires, encyclopédies) ;
- prix spécial (facultatif).

## Lauréats
- 1947 : Morikazu Toda, Ryōgo Kubo
- 1952 : Hiroshi Noma
- 1955 : Jun'ichirō Itani
- 1967 : Ishida Eiichirō
- 2017 : Hiroki Azuma
- 2018 : Hikaru Okuizumi
- 2019 : Mieko Kawakami
- 2020 : Natsuki Ikezawa